# Rivière la Palmiste
La rivière la Palmiste est un cours d'eau de Basse-Terre en Guadeloupe prenant sa source dans le parc national de la Guadeloupe et se jetant dans la rivière Moustique à Petit-Bourg.

## Géographie
Longue de 9,9 km, la rivière la Palmiste prend sa source vers 1 050 mètres sur les pentes orientales du morne Incapable sur le territoire de la commune de Petit-Bourg. Elle est alimentée sur son parcours par la rivière Petite Palmiste avant sa confluence, au lieu-dit de Coletta, avec la rivière Moustique dont elle constitue l'un des principaux affluents. L'intégralité de son cours s'écoule sur le territoire de Petit-Bourg.